# Joshua Heke
Pour les articles homonymes, voir Heke.
Pas d'image ? Cliquez ici

a Compétitions nationales et continentales officielles uniquement.

Dernière mise à jour le 31 août 2023.
Joshua Heke, né le 28 mai 1974 à Tauranga, est un joueur de rugby à XV néo-zélandais.
Il évolue au poste de pilier.

## Biographie
Joshua Heke commence sa carrière en France à l'Avenir valencien en Élite 2 en 1999 avant d’être recruter par l'USA Perpignan en Élite 1 en 2000.
Il joue ensuite une saison au CS Bourgoin-Jallieu en Top 16 avant de rejoindre les Counties Manukau en National Provincial Championship puis l'Aviron bayonnais en Top 14 .
Joshua Heke joue ensuite en Pro D2 trois saisons au FC Grenoble puis deux saisons au Pays d'Aix RC.